# Antichloris affinis
Antichloris affinis là một loài bướm đêm thuộc phân họ Arctiinae, họ Erebidae.